# Vasile Barbu (general)
Vasile V. Barbu (n. 17 martie 1889, Geoagiu de Sus, județul Alba - d. 1978),  a fost un general român de jandarmerie care a luptat în cel de-al Doilea Război Mondial.
A absolvit Școala Militară de Ofițeri în 1911. A fost înaintat la gradul de colonel la 10 mai 1934 și la gradul de general de brigadă la 10 mai 1941.
Generalul (r.) Vasile Barbu a fost numit la 9 octombrie 1944, prin decret regal, în postul de secretar general al Comisariatului pentru administrarea regiunilor eliberate ale Transilvaniei.